# Plymouth Model PA
La Model PA è un'autovettura mid-size prodotta dalla Plymouth nel 1931.

## Storia
Il modello era dotato di un motore a valvole laterali e quattro cilindri in linea da 3.214 cm³ di cilindrata che sviluppava 56 CV di potenza. Il propulsore fu provvisto di cuscinetti in gomma per fornire alla vettura una guida più tranquilla e più comoda. Il modello era provvisto di un elegante lunotto ovale. Rispetto alla vettura antenata, fu rivista la calandra. Di Model PA ne furono prodotti, in totale, 106.896 esemplari.